# Cmentarz Wołkowski
Cmentarz Wołkowski, ros. Волковское кладбище (wcześniejsza nazwa ros. Волково кладбище) – cmentarz w Petersburgu, o powierzchni 26 ha. Składa się z cmentarza prawosławnego i luterańskiego. Słynny z Literackich mostków – obszarów, gdzie spoczywa wielu rosyjskich i radzieckich pisarzy, poetów, muzyków, aktorów, uczonych i działaczy społecznych, a także matka i siostry Lenina. W XVIII–XIX w. Cmentarz Wołkowski należał do największych w mieście.

## Część prawosławna cmentarza
Wołkowski cmentarz prawosławny został założony postanowieniem Senatu 11 maja 1756, w związku z zamknięciem z polecenia cesarzowej Elżbiety Romanowej cmentarza przy cerkwi św. Jana Chrzciciela. Nazwa cmentarza pochodzi od znajdującej się nieopodal wsi Wołkowa, która to z kolei otrzymała swoją nazwę z powodu dużej ilości wilków, żyjących wtedy w tej okolicy. Jeszcze w XVIII wieku notowano przypadki napaści tych zwierząt na samotnie idących ludzi. Cmentarz został stworzony dla osób ubogich, przeznaczano na niego niewiele środków, nie przynosił dochodów. Ponadto nie kontrolowano, gdzie chowani są zmarli. Dlatego na cmentarzu brakowało dróżek, poruszanie się było utrudnione. Brakowało melioracji. Z tego powodu na podmokłych ścieżkach kładziono deski, tak zwane mostki. Stąd nazwa Literackie mostki – miejsce pochówku znanych pisarzy, działaczy kultury i sztuki.
- 1759 – na terytorium cmentarza została wzniesiona drewniana cerkiew, która jednak szybko ulegała zniszczeniu i w 1795 została zburzona.
- 1777 – zbudowano inną cerkiew, pod wezwaniem Odnowienia Świątyni Zmartwychwstania Pańskiego w Jerozolimie. Ta cerkiew spłonęła 1 stycznia 1782.
- 1782 – na jej miejscu pod kierunkiem architekta I.E. Starowa rozpoczęto budowę kamiennej cerkwi Zmartwychwstania Pańskiego (Воскресенская церковь), zakończoną w r. 1785. Do rewolucji znajdował się tam szereg dzieł sztuki, m.in. srebrne naczynia liturgiczne z XVII wieku, liczne płótna i ikony.
- 1812 – wykopano rowy melioracyjne, posadzono drzewa.

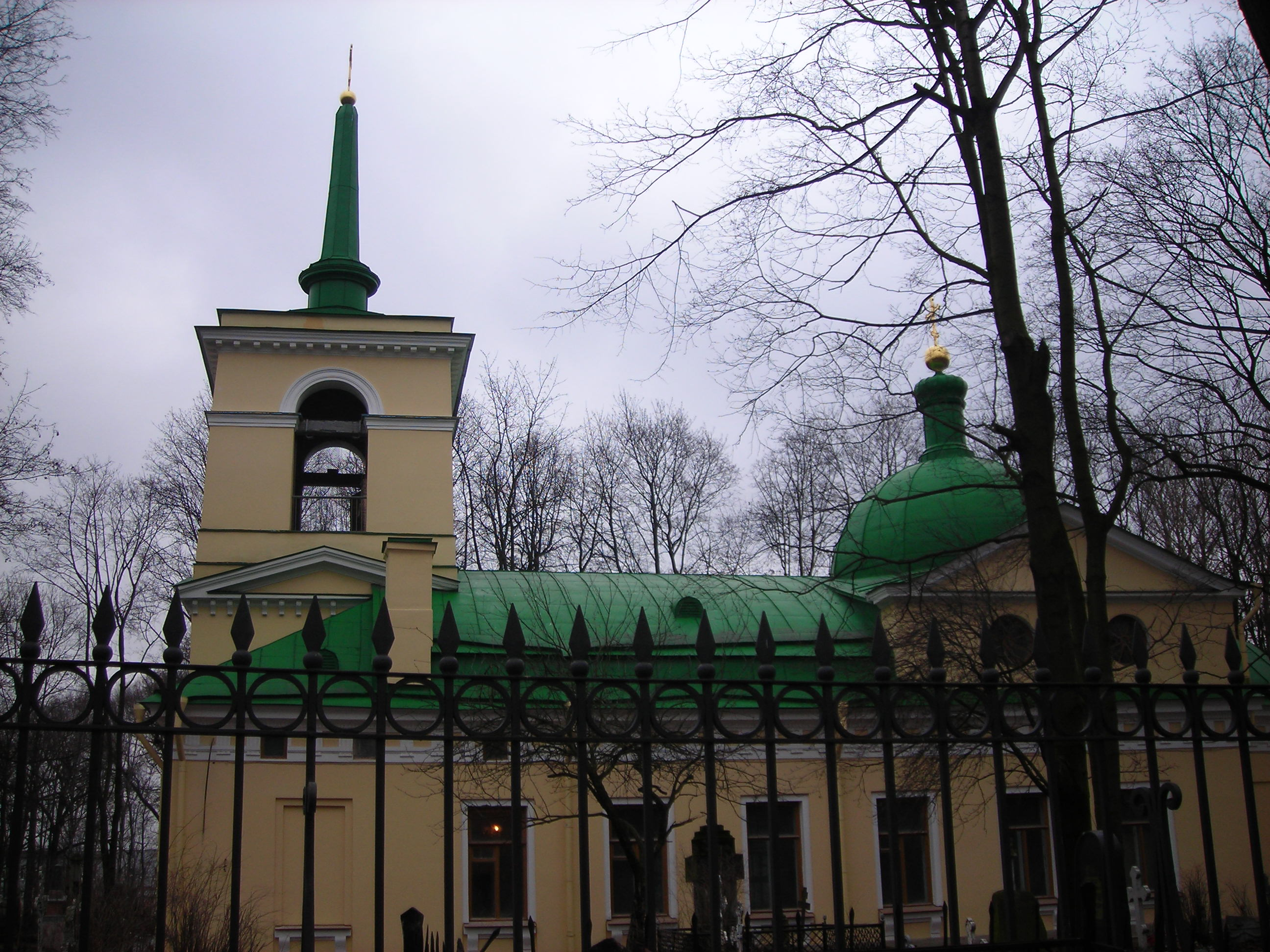
Cerkiew Zmartwychwstania Pańskiego

- 1832–1834 – według projektu P.F. Wockiego postawiono dzwonnicę i bramę.
- 1837–1842 – budowa nowej murowanej cerkwi Obrazu Zbawiciela Nie Ludzką Ręką Uczynionego pod kierunkiem F.I. Ruski i W.I, Beretti.
- 1850–1852 – budowa cerkwi Wszystkich Świętych. Jej fundatorem by kupiec P.I Ponomariow, stąd nazywana była popularnie Ponomariowską.
- 1885–1913 – budowa, pod kierunkiem I.A. Aristowa, cerkwi Świętego Hioba Sprawiedliwego. Cerkiew wzniesiono ze środków P.M. Kriukowej, nad grobem jej męża. Jest to jedyna do dziś ocalała i czynna cerkiew na Cmentarzu Wołkowskim.
- 1910–1913 – według projektu A.P. Aplaksina wzniesiono cerkiew Zaśnięcia Przenajświętszej Bogurodzicy.
- 1920–1930 – cmentarz pomniejszono, zniszczono wiele grobowców i pomników, część grobów została przeniesiona.
- 1932 – zburzono cerkiew Zaśnięcia Matki Bożej.
- 1935 – zburzono cerkiew Wszystkich Świętych.
- 1937 – cerkiew Obrazu Zbawiciela przebudowano dla cechu zakładu Monumentskulptura.
- W okresie Blokady Leningradu na cmentarzu miały miejsce masowe pochówki, oznaczone pomnikami.
- Obecnie na cmentarzu nie dokonuje się nowych pochówków.

## Część luterańska
Cmentarz luterański został założony w drugiej połowie XVIII wieku, na drugim brzegu rzeczki Wołkowki. W tym czasie znaczna część mieszkańców miasta była wyznania luterańskiego. Byli to głównie Niemcy, ale też Francuzi, Holendrzy i Anglicy. Pierwszy pochówek, niemieckiego kupca Johanna Bretfelda miał tam miejsce w 1773 r. Przez długi czas cmentarz nazywany był bretfeldowym. Nadzór nad cmentarzem miał najbogatszy w tym czasie zbór Świętych Piotra i Pawła. Pierwszeństwo przy przydziale miejsc na pochówek mieli członkowie tego zboru i zboru św. Anny. Cmentarz podzielono na linie i sektory, w zależności od lokalizacji obowiązywały różne ceny za miejsce. Wszystkie groby były ponumerowane, prowadzono ich rejestr. Został też wprowadzony unikatowy układ współrzędnych, pozwalający ściśle określić miejsce pochówku. Dzięki temu i zachowanym dokumentom jeszcze dziś jest możliwe ustalenie miejsc pochówku co najmniej 40 000 ludzi. Księgi archiwalne zawierają zapisy z lat 1820–1935 i są przechowywane w Centralnym Państwowym Archiwum Historycznym w Petersburgu.
- 1790 – zbudowano most przez rzeczkę i drogę na cmentarzu.
- 1842 – zbudowano murowaną bramę i drewniane ogrodzenie.
- 1877 – według projektu architekta I. Wolfa rozpoczęto wznoszenie kaplicy, poświęconej 21 maja 1879.
- 1900 – postawiono nową, obszerniejszą bramę, co było koniecznością ze względu na wysokość katafalków. Twórcą projektu był architekt E. Gelman.
- W latach 20. – wszystkie drewniane budowle należące do cmentarza zostały rozebrane dla pozyskania drewna, a brama i kaplica – cegły. Wiele miejsc pochówku uległo zniszczeniu z powodu braku należytego nadzoru. W późniejszym okresie niektóre nagrobki zostały przeniesione do nekropolii Ławry Aleksandra Newskiego (m.in. architekta K. Rossi 1939, rzeźbiarza I. Vitali)
- 1933 – zabroniono pochówków.
- 1996 – ukończono rozpoczęte w 1990 prace inwentaryzacyjne. Opisano ponad 2000 pomników, 3800 pochowanych osób; dane umieszczono w bazie komputerowej[5][6].

## Znane i wybitne postaci

### Postaci związane z literaturą
- Leonid Andriejew (1871–1919) – pisarz, dramaturg, dziennikarz
- Wissarion Bielinski (1811–1848) – filozof, krytyk literacki
- Olga Bergholc (1910–1975) – poetka, prozaiczka
- Aleksandr Błok (1880–1921) – poeta symbolizmu, dramaturg
- Dmitrij Cenzor (1877–1947) – poeta[7]
- Nikołaj Dobrolubow (1836–1861) – krytyk literacki
- Wsiewołod Garszyn (1855–1888) – prozaik
- Iwan Gonczarow (1812–1891) – pisarz
- Dmitri Grigorowicz (1822–1900) – pisarz, historyk sztuki
- Aleksandr Kuprin (1870–1938) – pisarz
- Michaił Kuzmin (1875–1936) – pisarz, poeta, krytyk literacki
- Nikołaj Leskow (1831–1895) – prozaik
- Aleksandr Radiszczew (1749–1802) – filozof i pisarz, myśliciel społeczny (grób niezachowany)
- Michaił Sałtykow-Szczedrin (1826–1889) – pisarz, satyryk, publicysta
- Iwan Turgieniew (1818–1883) – pisarz

### Twórcy związani ze sztuką i muzyką
- Leon Benois (1856–1928) – architekt
- Isaak Brodski (1884–1939) – malarz
- Stefan Kryczyński (1874–1923) – architekt
- Andriej Pietrow (1930–2006) – kompozytor
- Kuźma Pietrow-Wodkin (1878–1939) – malarz i grafik
- Izaak Szwarc (1923–2009) – kompozytor
- Wassilij Sołowjow-Sjedoj (1907–1979) – kompozytor
- Konstantin Thon (1794–1881) – architekt
- Noj Trocki (1895–1940), architekt[8]

### Inne znane osoby
- Maria Uljanowa (1835–1916) – matka Lenina
- Anna Uljanowa-Jelizarowa – siostra Lenina
- Gieorgij Plechanow (1856–1918) – publicysta, filozof, rewolucjonista
- Wiera Zasulicz (1849–1919) – rewolucjonistka i pisarka
- Konstantin Michajłowicz Siergiejew (1910–1992) – choreograf, tancerz baletowy
- Agrippina Waganowa (1879–1951) – pedagog tańca, tancerka